# Schat van Priamus

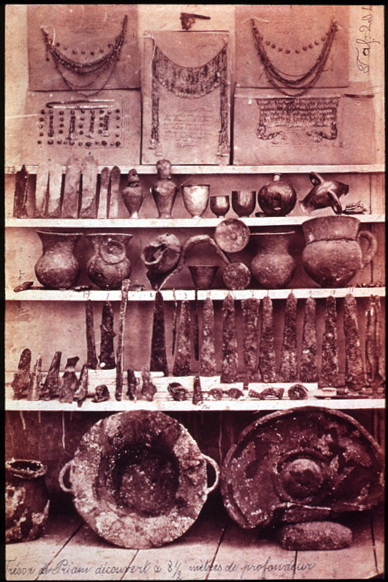
De ‘Schat van Priamus’ op een foto van vóór 1880

De zogenaamde Schat van Priamus is een schat van sier- en gebruiksvoorwerpen, grotendeels van goud, die in 1873 werd gevonden door de Duitse archeoloog Heinrich Schliemann in Troje (het tegenwoordige Hisarlık in Turkije).
Op 31 mei 1873 vond Schliemann deze schat. Hij noemde zijn vondst de ‘Schat van Priamus’ in de veronderstelling dat de voorwerpen hadden toebehoord aan Priamus, de legendarische laatste koning van Troje. Het feit dat de vondst werd gedaan in een laag die bedekt was door een brandlaag, sterkte hem in de veronderstelling dat het ging om het Troje dat door de Grieken was platgebrand. In werkelijkheid zijn de voorwerpen veel ouder. Ze stammen uit de laag die later is aangeduid als Troje II en dateren van ca. 2500 v.Chr. of zelfs nog iets daarvoor. Ze lagen in een soort stenen kist direct buiten de poort van Troje II.
Toen men bij het graven op een diepte van 15 m op een metalen voorwerp was gestoten, gaf Schliemann zijn arbeiders vrijaf onder het voorwendsel dat het zijn verjaardag was, en groef zelf de schat op. Deze bestond uit zo’n 7.000 voorwerpen (waarbij Schliemann overigens wel elk kraaltje meetelde). Volgens het verslag van Schliemann verborg hij de vondsten in de sjaal van zijn vrouw Sophie uit vrees voor op diefstal beluste arbeiders. Het is een detail dat Schliemann verzonnen heeft, want in werkelijkheid was zijn vrouw toen in Griekenland. Hij maakte de vondst, noch de vindplaats bekend aan de Ottomaanse autoriteiten, maar smokkelde de vondst het land uit, naar Griekenland. In 1874 werd Schliemann door de Ottomaanse autoriteiten aangeklaagd wegens illegale uitvoer van oudheden. Schliemann werd veroordeeld tot een boete van 10.000 goudfranken. Hij betaalde er 50.000, maar gaf de schat niet terug.
In 1877 vond een eerste tentoonstelling plaats van de Trojeschatten in Londen. In 1881 schonk Schliemann de vondsten aan de stad Berlijn, waar ze een belangrijke attractie werden in het Kunstgewerbemuseum (nu Martin-Gropius-Bau). Bij de inrichting van de Schliemannzaal werd een later beroemd geworden foto gemaakt van Sophie Schliemann in Trojaans ornaat met gouden sieraden uit de schat van Priamus.
Tijdens de Tweede Wereldoorlog was de schat opgeslagen in een bunker in de dierentuin van Berlijn. In 1945 werd hij geconfisqueerd door het Rode Leger. Daarna was lange tijd onbekend of de schat nog bestond. In 1991 echter maakten de Russische kunsthistorici Grigori Kozlov en Konstantin Akinsja bekend dat de Schat van Priamus was teruggevonden in het Poesjkinmuseum in Moskou. Pas twee jaar later bevestigden de Russische autoriteiten de vondst. Sinds april 1996 zijn 259 objecten uit de schat daar weer tentoongesteld. Inmiddels hebben zowel de Duitse als de Turkse autoriteiten aanspraken op de schat doen gelden.